# Thomas Highs

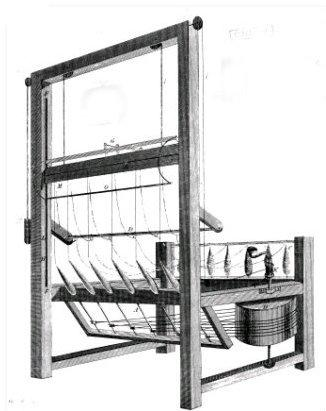
Schéma de la machine à filler de Thomas Highs.

Thomas Highs est un luthier britannique né dans la région du Lancashire, près de Manchester, en 1718, qui inventa en 1764 une machine textile très proche de la Spinning Jenny, dont James Hargreaves, sera l'inventeur officiel, l'année suivante dans la même région.
Thomas Highs sympathise avec l’artisan horloger John Kay, homonyme de celui qui dans la même région avait inventé en 1733, trente ans plus tôt, la navette volante et l'aide dans ses recherches. Son invention en 1764 se diffuse, est perfectionnée à une époque où l'industrie cotonnière explose : de 1771 à 1808 les importations de coton brut de l'Angleterre sont multipliées par douze, passant de 4,7 à 60,5 millions de livres.
La spinning-jenny permet de multiplier par 120 la productivité dans les ateliers textiles et sera suivie par les perfectionnements de cette industrie avec dès 1768 la fileuse waterframe de Richard Arkwright (fonctionnant au moulin à eau puis vapeur), mise en production industrielle en 1771, grâce à la création laborieuse d'une société par actions, un commerçant local puis des banquiers ayant soutenu l'entreprise et joué les entremetteurs.
Dès 1778, près de 300 machines sur le mode de celle d'Arkwright sont utilisées en Angleterre, le long des rivières et des chutes d'eau. Richard Arkwright lui-même créé en 1772, trois ans après son invention, une nouvelle usine employant 800 personnes au bord d'un moulin dans le comté de Cromford, dans le comté de Derby, à l'Est de Manchester.
En 1779, c'est le tour de la Mule-jenny de Samuel Crompton, utilisée dès 1784 par l'entrepreneur et penseur socialiste Robert Owen, avec un brevet, près de Glasgow dans le village-champignon de New Lanark, où quatre usines comptent bientôt 4 000 ouvriers, le long de la rivière Clyde. 
Puis en 1785, c'est la tisseuse à vapeur automatique du révérend Edmund Cartwright, qui a visité l’année précédente l’usine de Richard Arkwright, en sachant que le brevet expirait en 1784. En 1790, Edmund Cartwright et son associé le financier Nicholas Grimshaw installent 200 machines textiles à vapeur près de Manchester mais l'usine brûle quelques semaines après son inauguration, les propriétaires ayant auparavant été abreuvés de lettres de menaces anonymes.
Le canal de Bridgewater creusé en 1761 relie Manchester aux mines de charbon du duc de Bridgewater et les ouvriers de la ville craignent que la fumée des machines à vapeur noircisse leur ciel, les privant d'emploi, selon le poème écrit alors par Lucas un musicien illettré de Manchester, qui va se diffuser dans le pays du Lancaster.
De 1789 à 1792, une immense spéculation sur les sociétés par action organisant le creusement de canaux permettant le charbon et diviser son coût par deux aboutit à l'entrée en bourse d'une cinquantaine d'entre elles, qui lèvent un total de six millions de sterling. Le financement des canaux relance l'activité boursière, avec des souscriptions par annonce dans les journaux, qui préparent la grande vague d'entrée en Bourse du chemin de fer, à partir de 1825, l'année où sur 115 introductions au Stock Exchange, 20 viennent du rail.
En 1793, Edmund Cartwright est acculé à la faillite par ses banquiers, mais en 1809 il recevra une récompense de 10 000 dollars votée par le parlement pour le remercier de sa contribution à l'industrie. Il meurt enrichi grâce à ses brevets. En 1850, l'invention de Cartwright est utilisée par 250 000 machines dans la seule angleterre.